# Acanthonitschkea
Genre
Acanthonitschkea est un genre de champignons ascomycètes de la famille des Nitschkiaceae.

## Taxinomie
Le genre Acanthonitschkea a été décrit pour la première fois par Carlos Luis Spegazzini en 1908 dans la revue Anales del Museo Nacional de Historia Natural Buenos Aires.
En 1993, deux mycologues V. Alstrup et M. Olech créent le genre Hystrix typifié avec Hystrix peltigericola. Mais deux ans plus tard, O.E. Eriksson et R. Santesson le renomme Acanthonitschkea peltigericola. Hystrix n'est donc plus un nom de genre valide.

## Liste d'espèces
Selon Catalogue of Life (24 mars 2014) :
- Acanthonitschkea amarkantakensis
- Acanthonitschkea argentinensis
- Acanthonitschkea coloradensis
- Acanthonitschkea horrida
- Acanthonitschkea macrobarbata
- Acanthonitschkea peltigericola
- Acanthonitschkea tristis

Selon Index Fungorum (24 mars 2014) :
- Acanthonitschkea amarkantakensis Patel, A.K. Pandey & R.C. Rajak 2003
- Acanthonitschkea argentinensis Speg. 1908
- Acanthonitschkea coloradensis E.K. Cash & R.W. Davidson 1940
- Acanthonitschkea horrida (Ellis & Everh.) M.E. Barr 1993
- Acanthonitschkea macrobarbata Fitzp. 1933
- Acanthonitschkea mangiferae (Vaidya) A. Pande 2008
- Acanthonitschkea peltigericola (Alstrup & Olech) O.E. Erikss. & R. Sant. 1995
- Acanthonitschkea tristis (J. Kickx f.) Nannf. 1975

Selon NCBI (24 mars 2014) :
- Acanthonitschkea argentinensis
- Acanthonitschkea tristis